# 小金井勝
小金井 勝（こがねい まさる、1902年5月25日 - 没年不詳）は、日本の俳優である。本名柏井 勝（かしわい まさる）。新派、新国劇を経てサイレント映画の剣戟俳優に転向、立ち回りの巧さに定評があった。

## 人物・来歴
1902年（明治35年）5月25日、大阪府大阪市西区に生まれる。
同市同区（現在の同市港区）内の旧制・大阪府立市岡中学校（現在の大阪府立市岡高等学校）に進学したが、満13歳を迎える1915年（大正4年）、満洲（現在の中華人民共和国東北部）を巡業していた新派の赤松武雄が率いる一座に参加、初舞台を踏んだ。帰国後、1917年（大正6年）に澤田正二郎らが設立した新国劇に参加し、同劇団の中堅俳優に成長する。その後、中田正造、伊川八郎らとともに脱退し、中田正造らの新声劇等に参加、1926年（大正15年）に山口俊雄らが大阪で結成した新潮座にも参加した。
満25歳となった1927年（昭和2年）10月、牧野省三（マキノ省三）が主宰する京都のマキノ・プロダクションに入社、映画俳優に転向する。同年12月31日に公開された同社の正月映画『合点勘次』（監督マキノ省三）に出演、そのときの演技が認められ、直ちに準主役級に抜擢される。1928年（昭和3年）8月30日（8月19日）・9月13日に公開された主演作『旗本五人男』前・後篇（監督吉野二郎）で此村大吉、1929年（昭和4年）2月1日に公開された『水戸黄門 東海道篇』（監督中島宝三）で演じた佐々木助三郎が当初の当たり役であった。
同年7月25日、牧野省三が亡くなり、同年9月にマキノ正博を核とした新体制が発表になると、小金井は、嵐冠三郎、荒木忍、南光明、根岸東一郎、谷崎十郎、阪東三右衛門、市川米十郎、東郷久義、市川幡谷、實川芦雁、桂武男、市川新蔵、津村博、澤田敬之助、河津清三郎、五味國男、岡村義夫らとともに「俳優部男優」に名を連ねた。同年11月15日に公開された『浪人街 第三話 憑かれた人々』（監督マキノ正博）に出演、匂坂十次兵衛というニヒルな浪人を演じて「天下一品」と評され、実力が花開く。この持ち味を生かした役として、1930年（昭和5年）12月5日に公開された『破恋痴外道』（監督二川文太郎）、1931年（昭和6年）2月27日（2月28日）に公開された『赤鞘安兵衛』（監督滝沢英輔）が製作され、それぞれに主演した。新体制発表後に入社した四代目澤村國太郎とともに、後期マキノの看板役者として同社を支えたが、その後、新体制下のマキノ・プロダクションは財政が悪化し、同年同年4月以降、製作が停止する。同年4月3日（4月16日）に公開された『片手無念流 前篇』（監督根岸東一郎）に主演したのを最後に、小金井は同社を退社する。
同年、東京の巣鴨の河合徳三郎が主宰する河合映画製作社に、監督の根岸東一郎とともに移籍した。この移籍に伴い、小金井が暴漢に襲われる事件が起き、松村光夫、松尾文人らが目撃しているという。同社はマキノでの根岸・小金井コンビの最終作の続篇を製作、主演作『片手無念流 第二篇』および『片手無念流 完結篇』（監督根岸東一郎）は、それぞれ同年7月15日・31日に公開された。同年12月4日に公開された『股旅仁義』（監督千葉泰樹）に主演したのを最後に、わずか半年で同社を退社した。
翌1932年（昭和7年）、京都に戻り、東亜キネマの製作代行会社として新設された東活映画社に入社、同年8月7日に公開された『鳥越やくざ道場』（監督宇沢義之）に主演したが、同社は同年10月に解散したため、新興キネマに移籍している。同社でもスター俳優の地位は揺るがず、多くの映画に主演、1933年（昭和8年）5月25日に公開された吉川英治原作による主演作『さけぶ雷鳥』（監督松田定次）で演じた「痣友」役では、特異な性格描写を見せたといい、1934年（昭和9年）2月15日に公開された白井喬二原作による主演作『伊達事変』（監督渡辺新太郎）で演じた「原田甲斐」役では、従来の「原田甲斐」像を革新したと評された。新興キネマと配給提携していた嵐寛寿郎プロダクションの作品に2作出演した1935年（昭和10年）、映画界を退く。
その後は舞台に戻り、1939年（昭和14年）12月、三友劇場で阪東扇太郎、尾上松太郎のそれぞれの一座と合同公演を行った記録が残っている。翌1940年（昭和15年）1月、同劇場で同じく三座合同公演の際、演目の1つとして、本名の「柏井勝」名義で執筆した戯曲『赤穂義士伝 茅野三平』を上演している。1941年（昭和16年）8月には、辻野良一の一座に加入し、同月の花月劇場では、『これぞ男の道』『浜の佐太郎』に助演している。同年11月には、同一座の花月劇場での公演で『晴れ晴れ又八』、同月後半には同じく『黎明絵巻』、翌12月には『三ン下剣法』に助演した。
第二次世界大戦終結後、ふたたび映画に出演を始めている。1955年（昭和30年）、東映京都撮影所が製作し、同年6月13日に公開された『弥太郎笠』（監督松田定次）における、進藤英太郎が演じた「大八」の用心棒、「鳶島権十郎」役であった。日本映画データベースによれば、同年2月27日に公開された『血槍富士』（監督内田吐夢）に「下役人 銭村」役で出演したとしているが、東京国立近代美術館フィルムセンターによれば、同センターが所蔵する同作の上映用プリントに記された同役を演じた俳優は「小金井修」であり、「小金井勝」の名は見当たらない。満54歳となった翌1956年（昭和31年）11月14日に公開された『鞍馬天狗 白馬の密使』（監督内出好吉）に出演したのを最後に、以降の出演記録は見当たらず、以降の消息も不明である。没年不詳。

## フィルモグラフィ
クレジットは、すべて「出演」である。公開日の右側には役名、および東京国立近代美術館フィルムセンター（NFC）、マツダ映画社所蔵等の上映用プリントの現存状況についても記す。同センター等に所蔵されていないものは、とくに1940年代以前の作品についてはほぼ現存しないフィルムである。資料によってタイトルの異なるものは併記した。

### マキノプロダクション御室撮影所
すべて製作は「マキノプロダクション御室撮影所」、配給は「マキノ・プロダクション」、すべてサイレント映画である。
- 『将軍家紛失』 : 監督・脚本中島宝三、撮影石本秀雄、主演マキノ潔、1927年製作・公開
- 『合点勘次』 : 監督マキノ省三、補助監督マキノ正博・中島宝三・松田定次、原作・脚本寿々喜多呂九平、1927年12月31日公開 - 魚屋金次
- 『ある日の家斉』（『或る日の家斉』[7]） : 監督・脚本中島宝三、撮影石本秀雄、主演マキノ潔、1928年1月21日公開
- 『武士道華やかりし頃 仇討篇』（『武士道華かなりし頃』[7]『武士道華やかりしき頃 仇討篇』[6]） : 監督中島宝三、原作・脚本杉本九一郎、1928年1月24日公開 - 主演
- 『角兵衛獅子功名帖』 : 監督曾根純三、原作大佛次郎、脚本山上伊太郎、1928年2月10日公開 - 桂小五郎
- 『雪の夜話』 : 監督井上金太郎、原作ジャック・ボイル、脚本秋篠珊次郎（井上金太郎）、1928年3月8日公開 - 役名不明、8分尺の断片が現存（NFC所蔵[11]）
- 『忠魂義烈 実録忠臣蔵』 : 総指揮・監督マキノ省三、監督補秋篠珊次郎（井上金太郎）、脚本山上伊太郎・西条照太郎、1928年3月14日公開 - 間十次郎光興、78分尺で現存（NFC所蔵[11]） / 65分尺で現存（マツダ映画社所蔵[20]）
- 『首斬地蔵』（『首切地蔵』[7]） : 監督・脚本中島宝三、1928年6月1日公開 - 小桜の金太（主演）
- 『伊達男』 : 監督・原作・脚本押本七之助、1928年6月8日公開 - 勇の文次
- 『旗本五人男 前篇』（『旗本五人男』[7]） : 監督吉野二郎、原作・脚本松本有義、1928年8月30日（8月19日[7]）公開 - 此村大吉[1]（主演）
- 『旗本五人男 後篇』 : 監督吉野二郎、原作・脚本松本有義、1928年9月13日公開 - 此村大吉[1]（主演）
- 『鬼神 後篇』 : 監督押本七之助、脚本白浜巽、1928年10月5日公開
- 『柳生二蓋笠』 : 監督・原作・脚本中島宝三、1928年12月12日公開
- 『人形使い』（『人形使ひ』[7]） : 監督大森敬興、原作・脚本牧野金一郎、1928年12月20日（12月5日[7]）公開
- 『水戸黄門 東海道篇』（『水戸黄門』[7]） : 総指揮・原案マキノ省三、監督・脚本中島宝三、1929年2月1日公開 - 佐々木助三郎
- 『大化新政』 : 総監督・原案マキノ省三、監督補助二川文太郎・稲葉蛟児・金森萬象・マキノ正博・松田定次・中島宝三・押本七之助・吉野二郎、脚本瀬川與志、1929年3月1日公開 - 佐伯連子麿
- 『嘘』（『仇討変相図』[7]） : 監督人見吉之助、脚本牧野金一郎、撮影奈子九一郎、1929年3月15日公開
- 『豊大閤 足軽篇』 : 総指揮・立案マキノ省三、監督・脚本中島宝三、1929年3月21日公開 - 上島主水
- 『女人復讐 関の小万』 : 監督・脚本人見吉之助、原作吉川莚、1929年5月3日公開
- 『後の水戸黄門』（『続 水戸黄門 山陽道篇』[7]） : 総指揮マキノ省三、監督・原作・脚本中島宝三、1929年5月17日公開 - 佐々木助三郎
- 『怪異千姫狂乱』（『千姫狂乱』[7]） : 監督・脚本中島宝三、1929年7月5日公開 - 阪崎出羽守（主演）
- 『西南戦争』 : 総指揮マキノ省三、監督中島宝三、原作平山蘆江、脚本藤田潤一、1929年10月4日（9月28日[7]）公開 - 桐野利秋
- 『国定忠次の遺児』 : 監督二川文太郎、原作木村錦花、脚本紫乃塚乙馬（二川文太郎）、1929年10月17日公開 - 国定忠次
- 『浪人街 第三話 憑かれた人々』 : 監督マキノ正博、原作・脚本山上伊太郎、1929年11月15日公開 - 匂坂十次兵衛
- 『天保水滸伝』 : 監督・原案押本七之輔（押本七之助）、脚本関口光昭、1930年1月5日公開 - 須の崎の政五郎
- 『花暦三人吉三』（『三人吉三』[7]） : 監督吉野二郎、原作・脚本瀬川與志、1930年1月15日公開
- 『祇園小唄絵日傘 第二話 狸大尽』 : 監督金森萬象、原作長田幹彦、脚本東艸之介、1930年2月28日公開 - 新殿弥十郎、『祇園小唄繪日傘 第二話 狸大尽』題・8分尺の断片が現存（NFC所蔵[11]）
- 『変幻女六部』 : 監督吉野二郎、原作前田曙山、脚本中川信夫、1930年3月7日公開 - 重臣原千蔵
- 『本朝野士縁起 第一篇』 : 監督中島宝三、原作直木三十五、脚本藤田潤一、1930年5月1日公開 - 高野辺右馬（主演）
- 『吉原百人斬』 : 総指揮マキノ正博、監督・脚本中島宝三、原作石崎彦一（石崎比古一[7]）、1930年6月6日（6月7日[7]）公開 - 佐野治郎左衛門（主演）
- 『熊本城非常警砲』 : 監督中島宝三、原作平山蘆江、脚本藤田潤一、1930年7月1日（6月29日[7]）公開
- 『怪談累ヶ淵』（『累ヶ淵』[7]） : 監督二川文太郎、原作三遊亭圓朝、脚本瀬川與志、1930年8月15日公開 - 深見新五郎
- 『祐天吉松』 : 監督吉野二郎、脚本田憲光、1930年8月22日（8月8日[7]）公開 - 祐天吉松（主演）
- 『お化同心』 : 監督・原作・脚本中島宝三、1930年9月5日公開 - 大岡越前守
- 『侠艶三人女 お葉の巻 お良の巻 幾松の巻』[6][7]（『侠艶三人男』[7]） : 指揮・監督マキノ正博、監督・脚本中島宝三・根岸東一郎・金森萬象・マキノ正博、1930年10月17日（10月15日・8月15日[7]）公開
- 『伽羅先代萩』（『先代萩』[7]） : 監督吉野二郎、原作・脚本蔭山三平、1930年10月31日（11月1日[7]）公開
- 『破恋痴外道』 : 監督二川文太郎、原作・脚本紫乃塚乙馬（二川文太郎）、1930年12月5日公開 - 主演
- 『赤鞘安兵衛』 : 監督滝沢英輔、応援監督・原作マキノ正博、脚本仁札槐太郎、1931年2月27日（2月28日[7]）公開 - 主演
- 『血ろくろ伝記 前篇』 : 監督金森萬象、原作土師清二、脚本仁札槐太郎、1931年3月6日公開 - 森岡三十郎（阿波徳用心棒）、『血ろくろ傳奇』題・65分尺で現存（NFC所蔵[11]） / 54分尺で現存（マツダ映画社所蔵[20]）
- 『片手無念流 前篇』 : 監督根岸東一郎、原作柳小路勇、脚本仁札槐太郎、1931年4月3日（4月16日[7]）公開 - 東條三樹（主演）

### 河合映画製作社
すべて製作・配給は「河合映画製作社」、すべてサイレント映画である。
- 『片手無念流 第二篇』 : 監督根岸東一郎、原作中川雨之助、脚本仁札槐太郎、1931年7月15日公開 - 東條三樹（主演）
- 『片手無念流 完結篇』 : 監督根岸東一郎、原作中川雨之助、脚本仁札槐太郎、1931年7月31日公開 - 東條三樹（主演）
- 『春秋長脇差』 : 監督千葉泰樹、原作河合徳三郎、脚本二見明、1931年8月14日公開 - 主演
- 『村上剣喜』[6]（『村上喜剣』[7]） : 監督石山稔、原作・脚本星光男、1931年10月23日（9月18日[7]）公開 - 主演
- 『相馬大作 前篇』 : 監督根岸東一郎、原作・脚本光竜之助、1931年10月23日公開 - 主演
- 『相馬大作 後篇』 : 監督根岸東一郎、原作・脚本光竜之助、1931年10月30日公開 - 主演
- 『股旅仁義』 : 監督千葉泰樹、原作河合徳三郎、脚本小鍛治泰助、1931年12月4日公開 - 主演

### 東活映画
製作は「東活映画社」、配給は「東亜キネマ」、すべてサイレント映画である。
- 『鳥越やくざ道場』 : 監督宇沢義之、原作・脚本西鉄平、1932年8月7日公開 - 主演

### 新興キネマ
特筆以外すべて製作・配給は「新興キネマ」、すべてサイレント映画である。
- 『剣侠一代男』[6][7]（『剣侠一代記』[7]） : 監督中島宝三、脚本八尋不二、1932年12月25日公開 - 平井範兵衛（主演）
- 『染分振子』 : 監督松田定次、原作鈴木氏亭、脚本藤田潤一、1933年3月8日公開 - ゴロン棒 花村次三治（主演）
- 『天明浮世小唄』 : 監督村田正雄、原作・脚本山内英三、1933年3月15日公開 - 怪盗 神道徳次郎（主演）
- 『さけぶ雷鳥』 : 監督松田定次、原作吉川英治、脚本八尋不二、1933年5月25日公開 - 痣友（主演）
- 『出世二人侍』 : 監督村田正雄、原作湊邦三、脚本山内英三、1933年6月15日公開 - 浪人 京極左内
- 『南蛮加留多 いのちの火花』 : 監督石田民三、脚本山内英三、1933年6月30日公開 - 密貿易船天運丸の船頭 毛剃九右衛門
- 『颱風を突破るもの』 : 監督村田正雄、原作大佛次郎、脚本山内英三、1933年9月7日公開 - 長州の志士 栃崎新兵衛
- 『晴れ晴れ左門』 : 監督松田定次、原作長谷川伸、脚本八尋不二、1933年10月19日公開 - 蒲生家の臣 江田左門（主演）
- 『弥太五郎懺悔』 : 監督石田民三、原作・脚本加戸野恩児、1933年10月26日（10月25日[7]）公開 - 会津の弥太五郎（主演）
- 『ひらかな三国志』 : 監督村田正雄、原作・脚本八尋不二、1933年11月15日公開 - 義賊日本左衛門（主演）
- 『大高源吾』 : 監督押本七之助、原作小島政二郎、脚本西鉄平、1934年1月26日公開 - 大高源吾（主演）
- 『伊達事変』 : 監督渡辺新太郎、原作白井喬二、脚本上島量、1934年2月15日公開 - 原田甲斐（主演）
- 『猿飛佐助』 : 監督曾根純三、原作・脚本八尋不二、1934年2月22日公開 - 三好清海
- 『魂の影絵』 : 監督広瀬五郎、原作小島政二郎、脚本竹井諒、1934年2月22日公開 - 法蔵院流槍術道場主俵星玄蕃（主演）
- 『次郎吉流れ星』 : 監督押本七之助、原作子母沢寛、脚本西鉄平、1934年3月14日公開 - 刀太郎・実は鼠小僧次郎吉（主演）
- 『松五郎鴉 後篇 乱雲秋葉山の巻』 : 監督並木鏡太郎、原作子母沢寛、脚本鏡二郎（並木鏡太郎）、製作嵐寛寿郎プロダクション、配給新興キネマ、1934年4月12日公開 - 清水の次郎長
- 『猿飛薩摩飛脚』 : 監督曾根純三、原作・脚本八尋不二、1934年4月26日公開 - 三好清海入道
- 『水戸黄門 前篇』（『水戸黄門』[7]） : 監督押本七之助、原作・脚本竹井諒・西鉄平、1934年5月29日（6月7日[7]）公開 - 岩井磐五郎
- 『水戸黄門 後篇』（『水戸黄門』[7]） : 監督押本七之助、原作・脚本竹井諒・西鉄平、1934年7月5日公開 - 岩井磐五郎
- 『肥後の駒下駄』 : 監督藤田潤一、原作・脚本上島量、1934年7月26日公開 - 仲間駒平・実は天下の浪人向井善九郎（主演）
- 『本所小普請組』 : 監督村田正雄、原作大佛次郎、脚本八尋不二、1934年8月8日公開 - 幸吉の同志大内田雄蔵
- 『賭け剣術』 : 監督広瀬五郎、原作湊邦三、脚本八尋不二、1934年9月6日公開 - 浪人仙石隼人（主演）
- 『仇討妻恋坂』 : 監督石田民三、原作加戸野恩児、脚本山内英三、1934年9月13日公開 - 滝沢弦之丞
- 『地獄往来』 : 監督村田正雄、原作村上浪六、脚本八尋不二、1934年10月15日公開 - 松平直之助（主演）

### 新興キネマ京都撮影所

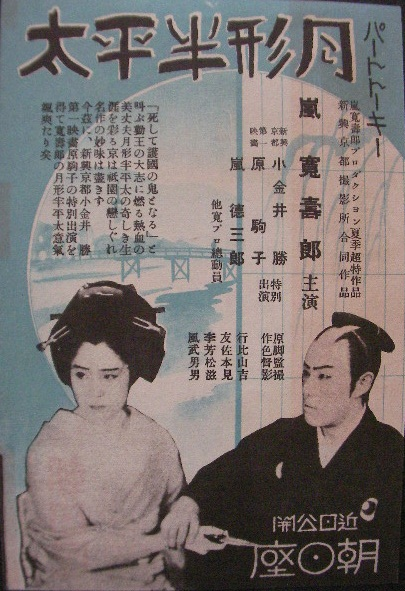
『月形半平太』（1935年）公開時のチラシ、「小金井勝」の名が確認できる。

特筆以外すべて製作は「新興キネマ京都撮影所」、配給は「新興キネマ」、特筆以外はすべてサイレント映画である。
- 『お江戸春化粧』 : 監督石田民三、原作加戸野恩児、脚本上西敏夫、サウンド版、1935年1月26日公開 - 段原弥源太
- 『陽炎』 : 監督広瀬五郎、原作流山竜太郎（大佛次郎）、脚本上島量、1935年2月14日公開 - 怪盗〈陽炎〉・与力岡倉波之助（二役、主演）
- 『銭形平次捕物控 濡れた千両箱』（『濡れた千両箱』[7]） : 監督押本七之輔、原作野村胡堂、脚本土方喬、録音マキノ正博、サウンド版、1935年2月28日公開 - 銭形平次
- 『黄門漫遊記』 : 監督押本七之輔、原作・脚本小諸遊・入江一夫、1935年4月18日公開 - 佐々木助さん
- 『恋慕草鞋』 : 監督押本七之輔、原作・脚本山内英三、1935年5月15日公開 - 嶽の猪之吉（主演）
- 『月形半平太』 : 監督山本松男、原作行友李風、脚本比佐芳武、録音マキノ正博、部分発声版、製作嵐寛寿郎プロダクション、配給新興キネマ、1935年7月14日公開 - 薩摩藩士中村半次郎
- 『活人剣 荒木又右衛門』 : 監督・録音マキノ正博、原作・脚本鏡二郎（並木鏡太郎）、製作嵐寛寿郎プロダクション、配給新興キネマ、1935年8月15日公開 - 河合又五郎

### 東映京都撮影所
すべて製作は「東映京都撮影所」、配給は「東映」、すべてトーキーである。
- 『弥太郎笠』 : 監督松田定次、原作子母沢寛、脚本浪江浩・中山文夫、1955年6月13日公開 - 大八の用心棒鳶島権十郎、98分尺で現存（東映衛星放送放映[21]）
- 『黒田騒動』 : 監督内田吐夢、原作北条秀司、脚本高岩肇、1956年1月8日公開 - 大場勘左衛門、108分尺で現存（NFC所蔵[11]）
- 『赤穂浪士 天の巻 地の巻』 : 監督松田定次、原作大佛次郎、脚本新藤兼人、1956年1月15日公開 - 奥田孫太夫、151分尺で現存（NFC所蔵[22]）
- 『海の百万石』 : 監督内出好吉、原作舟橋聖一、脚本舟橋和郎、1956年9月11日公開 - 権吉、103分尺で現存（東映衛星放送放映[23]）
- 『水戸黄門漫遊記 鳴門の妖鬼』 : 監督伊賀山正光、脚本尾形十三雄・村松道平、1956年9月26日公開 - 奥田仙蔵、87分尺で現存（東映衛星放送放映[24]）
- 『鞍馬天狗 白馬の密使』（『鞍馬天狗 第一話 白馬の密使』） : 監督内出好吉、原作大佛次郎、脚本村松道平、構成比佐芳武、1956年11月14日公開 - 土方歳三、84分尺で現存（東映衛星放送放映[25]）